# 11414 Allanchu
11414 Allanchu eller 1999 JU26 är en asteroid i huvudbältet som upptäcktes den 10 maj 1999 av LINEAR i Socorro County, New Mexico. Den är uppkallad efter Allan Chu.
Asteroiden har en diameter på ungefär 4 kilometer.